# سیارک ۱۴۷۲۴
سیارک ۱۴۷۲۴ (به انگلیسی: 14724 SNO، نامگذاری:2000CA100) چهارده هزار و هفتصد و بیست و چهارمین سیارک کشف شده‌است که در ۱۰ فوریه ۲۰۰۰ کشف شد.
قدر مطلق سیارک برابر ۲۰.۴ است.